# خوردگی حفره‌ای

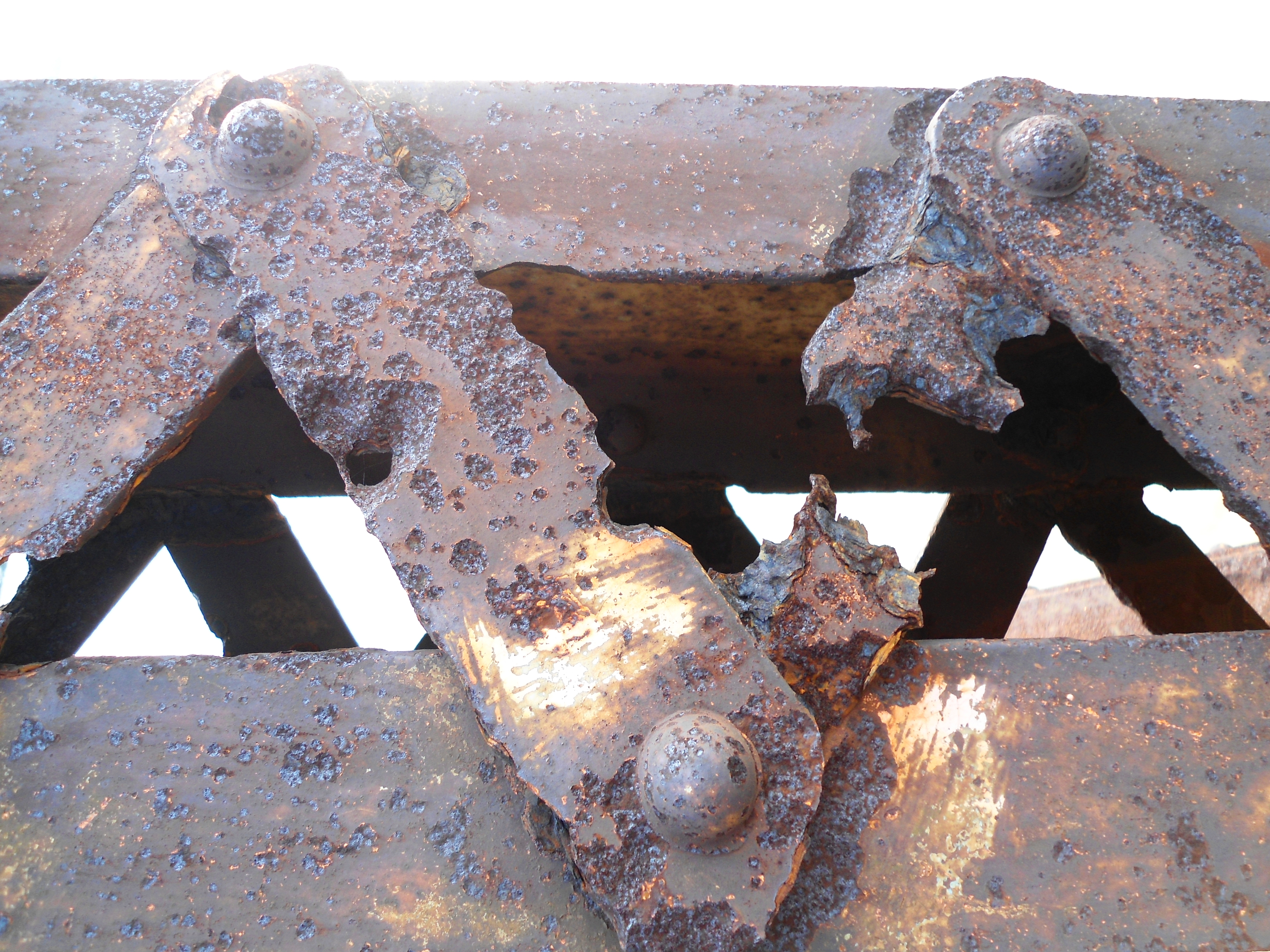
خوردگی حفره ای ایجاد شده توسط یون‌های کلراید بر روی تیرهای یک پل.

خوردگی حفره‌ای نوعی خوردگی موضعی می‌باشد که باعث ایجاد حفره‌های کوچک در فلزات می‌شود. عامل این پدیده، نرسیدن اکسیژن به بخش کوچکی از سطح می‌باشد. در این شرایط، این بخش نقش آند را بازی می‌کند و بخشی که دارای اکسیژن بالا است، نقش کاتد را ایفا می‌کند که حاصل آن ایجاد خوردگی گالوانیک می‌باشد.

## مکانیزم

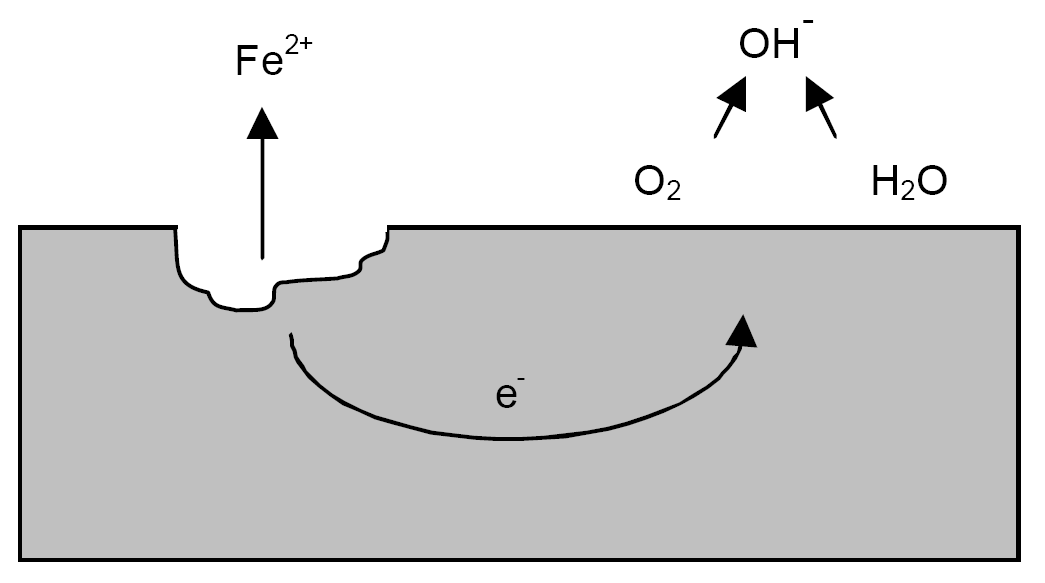
نموداری که مکانیزم خوردگی موضعی را در فلز در داخل محلولی از اکسیژن نشان می‌دهد.

خوردگی حفره ای نوعی از حملات موضعی است که به ایجاد سوراخ در سازه فلزی می‌انجامد. به دلیل مشکلات فراوان در تشخیص و پیش‌بینی، معضل حفره دار شدن بسیار خطرناکتر از خوردگی یکنواخت بنظر می‌رسد. این نوع خوردگی حفره هایی را با دهانه باز یا پوشیده از محصولات خوردگی تولید می‌نماید. اگرچه یک حفره کوچک و باریک از دست رفتن میزان اندکی از فلز را به دنبال دارد اما می‌تواند به ایجاد مشکل برای کل سیستم منجر شود بطوریکه تنها یک حفره در سیستمی بزرگ ممکن است فاجعه عظیمی را در پی داشته باشد. به عنوان نمونه می‌توان به سوراخ شدن خطوط لوله انتقال نفت یا گاز یا فراورده های نفتی اشاره نمود که صدمات جبران ناپذیری را به‌طور مستقیم یا غیر مستقیم به محیط زیست، سلامتی انسانها و اقتصاد وارد می‌آورد. خوردگی حفره ای در اشکال متفاوتی ظاهر می‌گردد.
شروع خوردگی حفره ای را می‌توان ناشی از موارد زیر دانست:
1. تخریبات موضعی مکانیکی یا شیمیایی در فیلم اکسیدی محافظ. غلظت بالای کلراید به عنوان یکی از عوامل اصلی تخریب فیلم پسیو موجود برروی سطح مطرح می‌باشد.
2. تخریبات موضعی یا اعمال نامناسب پوشش‌های محافظ
3. حضور نایکنواختی‌ها در سطح فلز

به‌طورکلی، فاکتورهای محیط (شیمی) و مواد (متالوژی) نقش عمده ای را در آغاز خوردگی حفره ایفا می‌نمایند. علاوه بر آن، دو فاکتور مذکور تعیین می‌نمایند که آیا حفره موجود از قابلیت پسیو شدن
مجدد برخوردار است یا خیر. به این معنا که حضور اکسیژن کافی در محل واکنش، شانس تشکیل Cr, اکسید و پسیو شدن را در حفره افزایش می‌دهد. همچنین در صورت حضور عناصر آلیاژی نظیر
حفره موجود مجدداً قادر به پسیو شدن می‌باشد.
فولاد زنگ نزن از حساسیت بالایی به این نوع خوردگی برخوردار است اما دیگر فلزات نیز نظیر آهن غیرفعال، آلومینیوم، مس، نیکل و آلیاژهای آنها در معرض آسیب‌های خوردگی حفره ای قرار دارند. از
دیگر پیامدهای جدی خوردگی حفره ای می‌توان به نقش آن در افزایش تنش در سازه اشاره نمود.

### روش‌های جلوگیری
- انتخاب صحیح مواد با توجه به محیط
- کنترل، غلظت کلراید و دما
- حفاظت کاتدی
- استفاده از آلیاژهای مقاوم تر به خوردگی حفره ای
- بازدارنده‌های خوردگی
- جلوگیری از ساکن بودن الکترولیت
- پوشش‌های مناسب و لزوم دقت فراوان بر فرایند اعمال

## خوردگی حفره ای در بدنه پمپ‌ها و چرخ پروانه‌ها
هنگامی که فشار مطلق در ورودی پمپ کمتر یا مساوی فشار بخار مایع می‌شود، مایع موجود در پمپ بخار می‌شود و حباب‌های بخار به همراه جریان سیال به قسمتی از پمپ که دارای فشار بالا است
منتقل می‌شوند. در اثر عمل دینامیکی پروانه پمپ، در اثر بالارفتن فشار پمپ این حباب‌ها منفجر می‌شوند. به این فرایند کاویتاسیون یا حفره زایی می‌گویند. انفجار این حباب‌ها موجب خوردگی حفره ای (Pitting) در بدنه پمپ و پروانه‌ها می‌شوند.

## خوردگی حفره‌ای
در این نوع خوردگی محصولات خوردگی به پیشرفت واکنش کمک می‌کند. این نوع خوردگی، موجب سوراخ شدن سطح فلز می‌شود و به علت این که حفره‌های به وجود آمده به راحتی قابل مشاهده نیست، از مخرب‌ترین انواع خوردگی است. شروع خوردگی حفره‌ای دارای دوره طولانی است؛ اما بعد از شروع حفره با سرعت زیادی نفوذ می‌کند.

### مکانیزم
مکانیزم این نوع خوردگی مشابه با خوردگی شیاری است؛ ولی در این‌جا، خوردگی از زیر سطح شروع نمی‌شود؛ بلکه خوردگی در سطح صاف است.
کار سرد که موجب اجتماع استرس (نیرو) می‌شود و افزایش لحظه‌ای دمای یک قسمت از قطعه و عدم یکنواختی ساختار که شامل مرز دانه‌ها و نقاط چند فازی و … است می‌تواند تولید آند و کاتدهای موضعی کند که می‌تواند عامل شروع خوردگی حفره‌ای باشد. در فلزاتی که بر روی خود لایه‌های سطحی ایجاد می‌کنند مانند فولاد زنگ نزن و آلومینیوم دارای شدت بیشتری است.

### انواع حفره‌ها
خطرناک بودن نوع حفره را نوع کار قطعه مشخص می‌کند. به طوری که در برخی جاها که استرس وجود دارد، حفره‌های نازکتر موجب تجمع استرس شده و سبب شکست قطعه می‌شود و در برخی جاها هم ابعاد محل خورده شده، مهم است.
ضریب حفره‌دار شدن در خوردگی حفره‌ای: (d ضخامت حفره یکنواخت و p عمق حفره مورد نظر)
هرچه ضریب حفره‌دار شدن بیشتر از یک باشد، یعنی حساسیت نسبت به حفره‌دار شدن بیشتر است.

### اثر پارامترهای مختلف برخوردگی حفره‌ای
حرکت محیط موجب می‌شود اکسیژن به داخل حفره تزریق شده و از مرحله دوم خوردگی جلوگیری شود به طوریکه واکنش کاتدی به بیرون حفره انتقال می‌یابد.
پارامترهای متالورژیکی: محلول‌های جامد تک‌فار مقاومت به خوردگی بیشتری دارند.

### ارزیابی حفره‌دار شدن
بعلت اینکه حفره دار شدن وزن زیادی از فلز را کاهش نمی‌دهد اندازه‌گیری وزنی را برای مقایسه آن نمی‌توان به کار برد. اندازه‌گیری دقیق عمیق حفره‌ها به علت پراکندگی و تعداد زیاد آنها هم امکان‌پذیر نیست.
در نمودار زیر رابطه‌ای بین عمق حفره و تعداد حفره‌ها با عنوان نمودار توزیع نرمال رسم شده‌است.